# Lars Cedergren
Lars Cedergren, född 2 september 1795 i Garde, Gotlands län, död 23 december 1863 i Garde, Gotlands län, var en svensk lantmätare och konstnär.

## Biografi
Cedergren var bondson från Gotland. Efter att han tjänstgjort som lantmätare på fastlandet erhöll han 1843 en tjänst på Gotland. 1855 skänkte han en större mängd akvareller till Vitterhetsakademien, baserade på utsikter från gotländska ruiner, de flesta baserade på akvareller av Jacob Wilhelm Gerss.

## Bilder

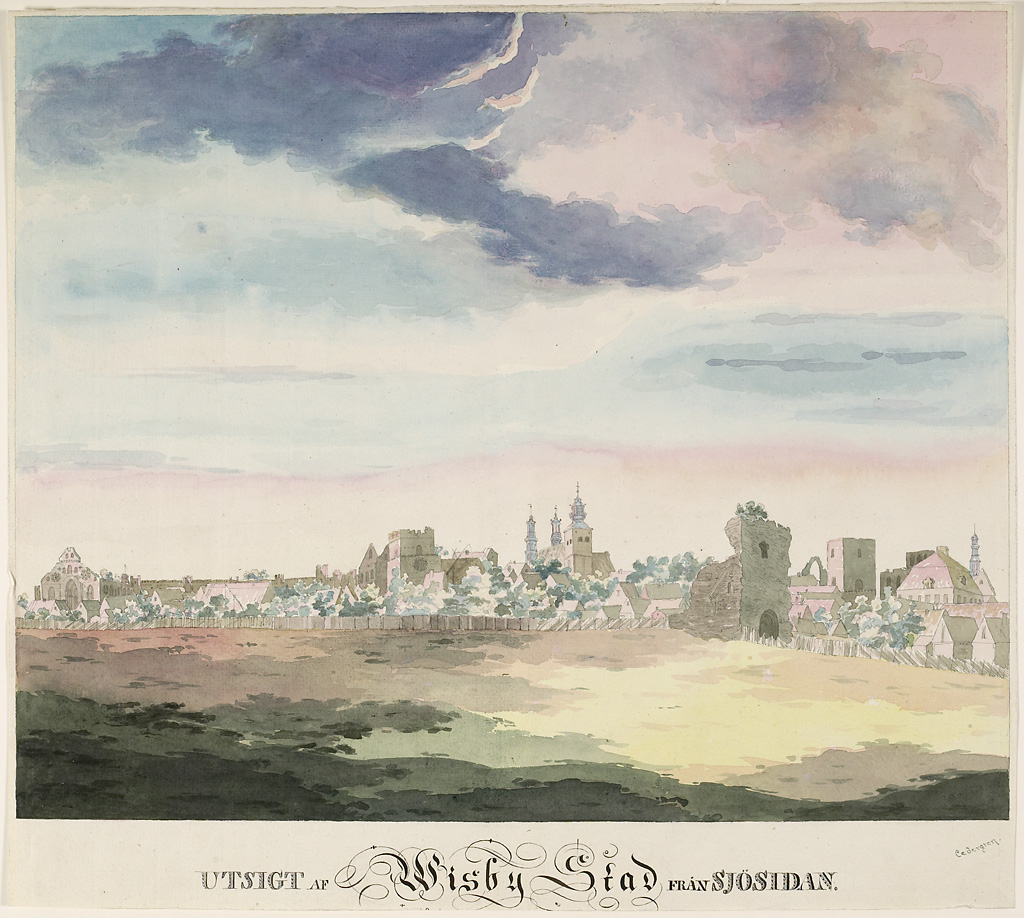
Vy över Visby från sjösidan.
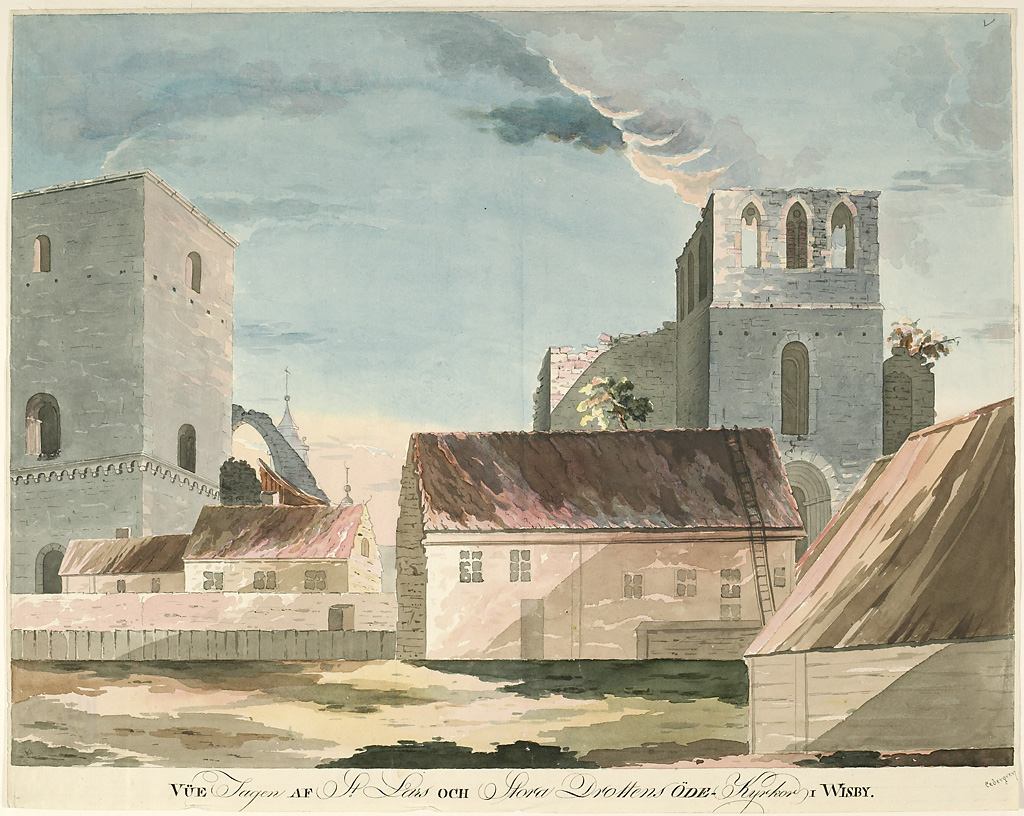
Drottens (till vänster) och Sankt Lars (till höger) medeltida kyrkoruiner i Visby.
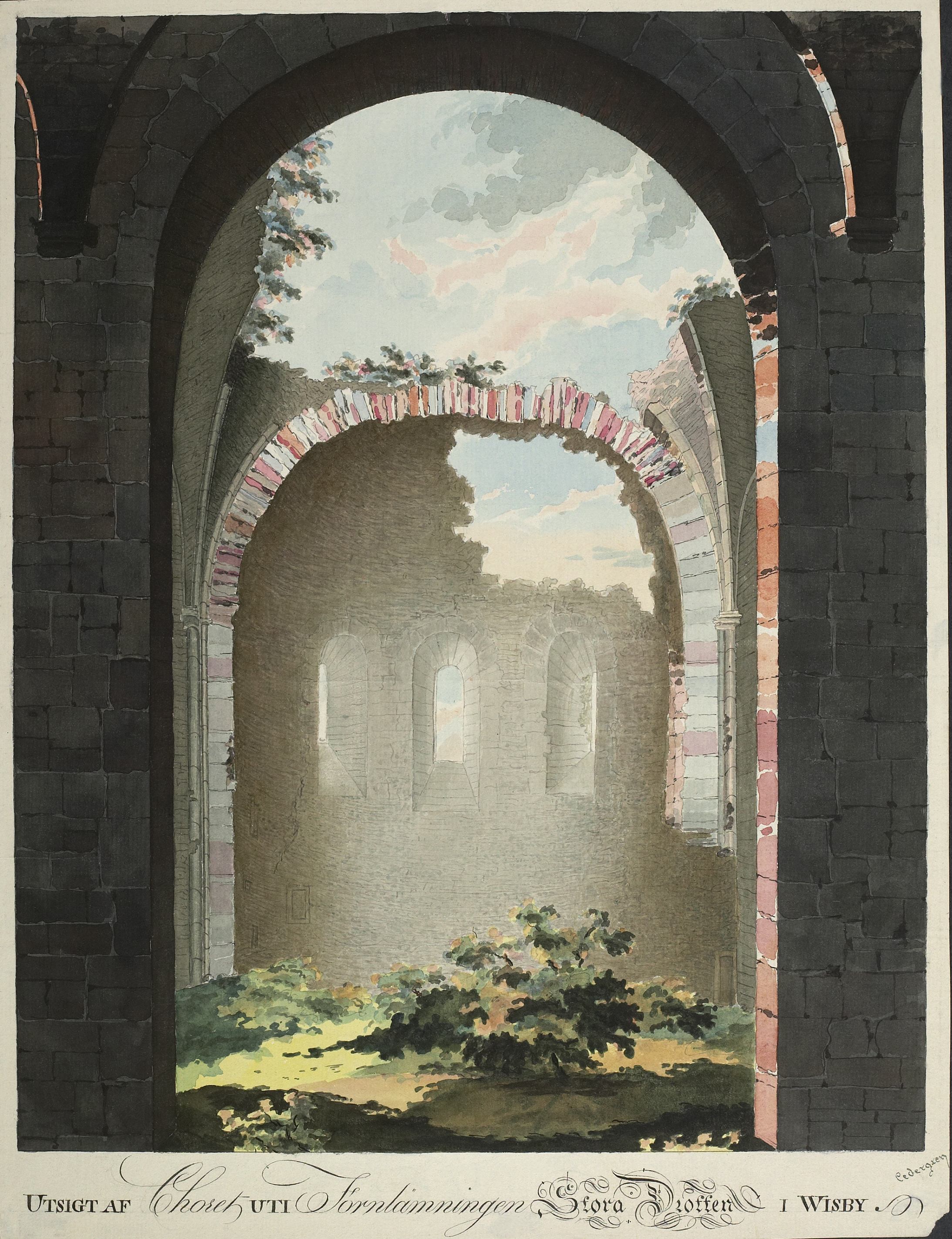
Drottens medeltida kyrkoruin i Visby. Interiör mot koret.
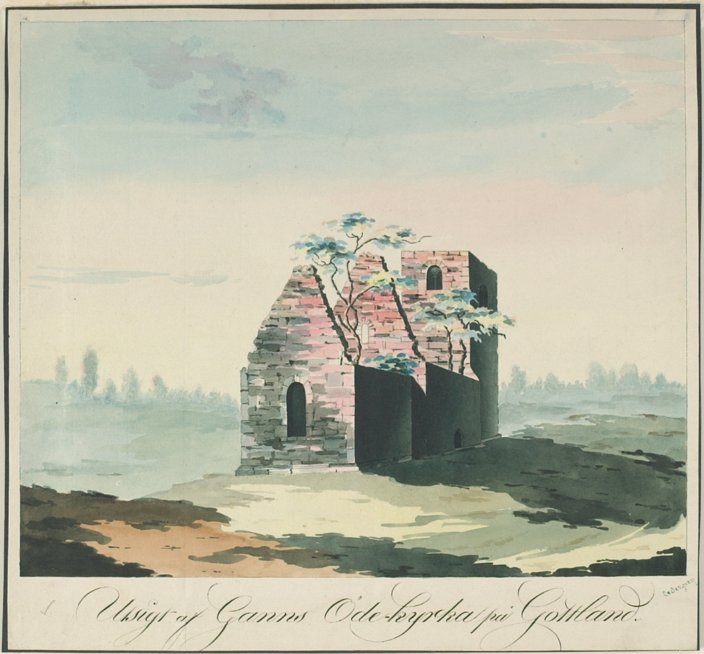
Ganns ödekyrka från nordost. Akvarellerad teckning.